# Lada 111/VAZ-2111
El Lada 111/VAZ-2111 es un modelo de automóvil producido por la firma rusa AvtoVAZ, en la configuración de tracción frontal con una carrocería del tipo station wagon (obviamente una modificación sobre la del Lada 110). Su producción se inició en 1997, y en diciembre del año 2009, la matriz detuvo su producción, siendo cedidas todas las máquinas de su manufactura a una planta en Cherkasy; la Bogdan, aún se vende; pero ya bajo la marca "Bogdan" como el "Bogdan 2111", con lógicas modificaciones menores.

## Historia
Para el año 1998, al Lada 110 se le hizo su "cambio" más trascendental; y pasaría de ser un sedán neto, a ser modificado como una station wagon, siendo su resultado el Lada/VAZ-2111, el primer coche ruso de tracción delantera con una carrocería de dicho estilo. Contrario a su hermano, y a otros vehículos que pasaron de ser sedán a una "burda station wagon", el Lada 111 luce más elegante, especialmente si se equipa con los consabidos rieles para montar equipaje en el techo.
En las variantes vendidas en Rusia extra-europea se ve aún el uso de un carburador como elemento de alimentación de combustible, y durante su producción sería el único coche de Lada así equipado. Desde su asociación con GM, se le han incorporado mejoras sustanciales, como sistemas de inyección, catalizadores de gases, y otros equipos estándar en occidente.
Para el año 2009, tras casi 10 años de producción; se cede lamaquinaria de producción a la Bogdan Auto, en Cherkasy; donde se le han cambiado el frontal ( parrilla y luces), pero sus motorizaciones y equipamientos son prácticamente los mismos del modelo hecho en Lada.

## Descripción
Su asiento trasero puede ser plegado en su integridad (en una tasa de 2:3), permitiendo el embarque tanto de pasajeros como el de cargas voluminosas o largas, siendo posible  incrementar su capacidad al abatir los asientos de 490 hasta los 1,420 litros. Gracias a su tracción delantera (de baja altura al suelo) y a su puerta trasera, el bajo perfil de ataque desde el bómper hacia atrás, el Lada 111 posee una altura singular. 
Con un peso de más de 20 kg del peso total del modelo anterior, la refinación del station wagon, comparada con la del sedán, su aceleración es buena, pero su estabilidad en curvas  es pésima.

## Características
Esta station wagon se desarrolló con las siguientes variaciones y/o modificaciones, muchas de las cuales difieren una de la otra en su motorización, las versiones básica incorporaban un motor derivado del usado en el VAZ-21110; y sus opciones también estaban consideradas de acuerdo a sus acabados, como en el "estándar", el "normal" y la "versión de lujo" (similar a la gama de los vehículos sedán en el modelo VAZ-21102) con una motorización de 1.5 litros y 8 válvulas, el "2111" y "el tope de gama" el "VAZ-21113" con las versiones "normal" y "de lujo" equipadas con un motor de 16 válvulas, el "2112" que aparte de dicha tabla contaba en su haber discos de freno frontales y ventilados (como en el VAZ-21103 sedán). Dichos motores, el "2111"  y el "2112" iban equipados con sistemas de inyección y convertidores de gases catalíticos en el exhosto (acordes con las normas EURO II). 
En los concesionarios de las regiones exteriores de la Rusia europea se encontraban por lo general las versiones anteriores, que iban equipadas con el sistema de alimentación de combustible por carburador, y el cual era adaptado en los motores de la serie VAZ-21111, los cuales eran tomados del motor "2110" (cuya dicha producción se detendría hasta el 2002). Todos los niveles de euqipamiento se completarían en la corta gama "primaria" dado su par motor (3.9 frente a los 3.7 de los VAZ-2110). Desde el otoño del año 2004, dichas versiones sin embargo se mantuvieron en producción, a pesar del inicio de la producción de las versiones equipadas con el motor de 1.6 litros del 21112 (de 8 válvulas) y del 21114 (de 16 válvulas). Las otras renovaciones para dichos mercados corresponden a la de los sedán del modelo 2110.
Las station wagon del modelo VAZ-2111 ofrecen más oportunidades para el almacenamiento de equipaje que la versión sedán (Lada 110) o la versión hatchback (Lada 112), pero su pertenencia al grupo de coches urbanos, que cuentan con una suspensión circunscrita para calles asfaltadas, no le permite el obtener la comodidad que ofrecen en su operación con un nivel de sobrecarga, rodando como si transitara en un camino de herradura. Pero este coche es más prestigioso en apariencia que la variante "suburbana" del VAZ-2104,  y después de algunos retoques puede ser usado para competencias con coches de similar nivel(eso si; en versiones básicas de los mismos, desafortunadamente solo se consigue de segunda mano). 

### Defectos
La gran mayoría de los problemas de su uso en competencias están relacionados con el uso de una plataforma mecánica similar a la versión sedán, y común en muchos vehículos de este diseño, pues se sienten "pesados" en el momento de darles dirección (cuentan con volantes pesados, y la suspensión es algo más tolerante, gracias a su fiabilidad; le ha dado un gran margen, el cual le sería otorgado en el momento de su ensamblaje y diseño para tratar de compensar dicho defecto.

## Variantes
Para referencias varias, pueden consultarse en las siguientes referencias.

- Lada/VAZ-21111 — 1.5 litros de cilindraje, con motor alimentado por carburador;
- Lada/VAZ-21110 — 1.5 litros de cilindraje, con motor alimentado por inyección, de 8 válvulas;
- Lada/VAZ-21113 — 1.5 litros de cilindraje, con motor alimentado por inyección, de 16 válvulas;
- Lada/VAZ-21112 — 1.6 litros de cilindraje y 80 caballos de fuerza, con motor alimentado por inyección, de 8 válvulas; siendo el mismo motor montado que en el 21114;
- Lada/VAZ-21114 — 1.6 litros de cilindraje y 89 caballos de fuerza, con motor alimentado por inyección, de 16 válvulas; siendo el mismo motor montado que en el 21124;
- Lada/VAZ-21116 "Tarzán" -  2.0 litros de cilindraje y 150 caballos de fuerza, con motor alimentado por inyección, de 16 válvulas; siendo el motor un Opel C20XE, de tracción en las cuatro ruedas;
- Lada/VAZ-2111-90 "Tarzán-2" - Con la carrocería del VAZ-21111 y el chasis del Niva, motor de 1.8-litros (de 80 y 85 hp en sus dos versiones de motorización), y tracción en las 4 ruedas.